# Włodzimierz Pajączkowski
Włodzimierz Klaudiusz Pajączkowski herbu Lubicz (ur. 30 października 1864 w Horodłowicach, zm. 15 listopada 1943 w Sanoku) – polski lekarz internista.

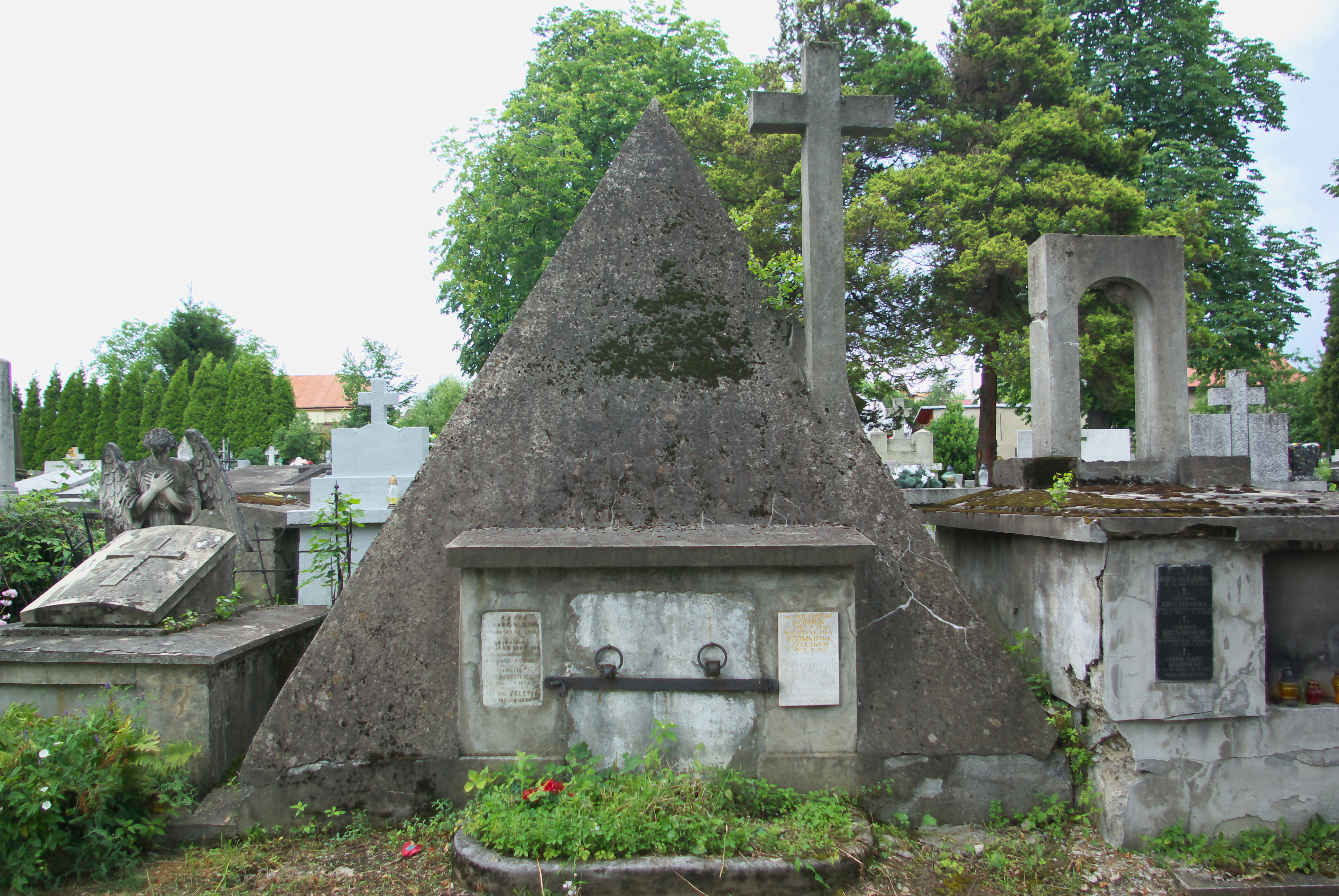
Grobowiec rodzin Szomków i Pajączkowskich

## Życiorys
Włodzimierz Klaudiusz Pajączkowski urodził się 30 października 1864 w Horodłowicach. Był synem Jerzego Józefa i Marii. Legitymował się herbem szlacheckim Lubicz.
W 1883 zdał chlubnie egzamin dojrzałości w C. K. IV Gimnazjum we Lwowie. Ukończył studia medyczne uzyskując dyplom lekarza w 1892 oraz stopień doktora. W okresie zaboru austriackiego w ramach autonomii galicyjskiej podjął służbę w c. k. służbie zdrowia. Był długoletnim sekundariuszem w szpitalu krajowym we Lwowie. Do początku XX wieku pozostawał lekarzem we Lwowie, przypisanym do adresu Plac Akademicki 2. W grudniu 1901 został mianowany dyrektorem Szpitala Powszechnego w Sanoku bez ogłoszenia konkursu o tę posadę. Stanowisko pełnił w kolejnych latach. Stanowisko dyrektora szpitala w Sanoku pełnił w kolejnych latach (jego sekundariuszem był dr Salomon Ramer). Równolegle prowadził prywatną praktykę lekarską w Sanoku. Działał w sekcji Towarzystwa Lekarzy Galicyjskich w Sanoku, w 1903 wybrany jej przewodniczącym; w 1905 nowym prezesem wybrano Jacka Jabłońskiego, a po jego śmierci (1912) na początku 1913 dr Pajączkowskiego ponownie wybrano prezesem sekcji. W lipcu 1903 uczestniczył w XIII Zjeździe Chirurgów Polskich w Krakowie. W sierpniu 1903 wstąpił do Towarzystwa Samopomocy Lekarzy. W 1913 prowadził szkolenie sanitarne, zorganizowany przez „Samarytanina Sokolego” przy sanockim gnieździe Polskiego Towarzystwa Gimnastycznego „Sokół”.
Współorganizował kursy sanitarnej dla Sanockiej Chorągwi Drużyn Bartoszowych. Po wybuchu I wojny światowej 1914 wraz z bliskimi (łącznie cztery osoby) przebywał w Wiedniu. Po odzyskaniu przez Polskę niepodległości w okresie II Rzeczypospolitej pozostawał lekarzem sanockiego szpitala. Był lekarzem w Sanoku, specjalizującym się w chorobach wewnętrznych. Udzielał się w Towarzystwie Polskiej Ochronki Dzieci Chrześcijańskich, a jego wychowankom udzielał nieodpłatnie porad lekarskich. W latach 20. był organizatorem na obszarze powiatów sanockiego, liskiego, brzozowskiego i dobromilskiego w Związku Lekarzy Małopolski i Śląska Cieszyńskiego z siedzibą w Krakowie oraz został zastępcą przewodniczącego koła w Sanoku. Należał do Towarzystwa Lekarzy Polskich byłej Galicji. Do 1939 był członkiem Lwowskiej Izby Lekarskiej, Towarzystwa Lekarzy Polskich we Lwowie. Zarówno w czasach zaboru, jak i w niepodległej Polski brał udział Zjazdach Lekarzy i Przyrodników Polskich. W latach 30. II RP jako lekarz był przypisany w Sanoku do ulicy Jagiellońskiej: do numeru 241, do numeru 20 w 1938. W 1933 został wybrany przewodniczącym komisji rewizyjnej sanockiego oddziału Polskiego Czerwonego Krzyża. Po wybuchu II wojny światowej 1939 i nastaniu okupacji niemieckiej nadal udzielał się jako lekarz w obsadzie sanockiego szpitala.
Jego żoną była, pochodząca z rodziny ziemiańskiej z Wydrnej, Wanda Lucyna, córka Józefa Sękowskiego herbu Prawdzic i Władysławy Janowskiej, (ur. 24 listopada 1865 w Humeńcu, zm. 24 listopada 1948 w Sanoku), działaczka społeczna, m.in. Stowarzyszenia Św. Wincentego à Paulo w Sanoku. Ich synami byli Jerzy (1894–2005) i Stefan (1900–1978), obaj oficerowie Wojska Polskiego. Po przeprowadzce do Sanoka rodzina Pajączkowskich początkowo najmowała mieszkanie na pierwszym piętrze willi dr. Adolfa Bendla przy ulicy Jagiellońskiej (później, po rozbudowie, był to budynek szkolny), po czym zamieszkiwała we własnym domu przy stacji kolejowej Sanok Miasto.
Uchwałą Rady Miejskiej w Sanoku z 1934 został uznany przynależnym do gminy Sanok. 9 lutego 1939 został odznaczony Złotym Krzyżem Zasługi „za zasługi na polu pracy społecznej”.
Zmarł 15 listopada 1943 w Sanoku. Został pochowany wraz z żoną w piramidalnym grobowcu Wilhelma Szomka i jego rodziny na cmentarzu przy ul. Rymanowskiej w Sanoku.